# 鉛作業主任者
鉛作業主任者（なまりさぎょうしゅにんしゃ）は、労働安全衛生法に定められた作業主任者(国家資格)のひとつであり、鉛作業主任者技能講習を修了した者の中から事業者により選任される。
また、主任者となるための技能講習を修了した者すなわち資格取得者のこと、あるいは資格そのものを指すこともある。

## 概要
鉛による汚染から作業員を守る業務を行う資格。なお、四アルキル鉛等に該当するものは対象に含まれず、別途「四アルキル鉛等作業主任者」を選任する必要がある。

## 受講資格
制限なし。（ただし18歳に満たないものは鉛業務での就労や、作業主任者として選任できない。）

## 技能講習
実施の頻度は各都道府県により違うため、都道府県労働局、労働基準監督署、都道府県労働基準協会などに問い合わせる必要がある。

### 講習科目
1. 健康障害及びその予防措置に関する知識（3時間）
2. 作業環境の改善方法に関する知識（3時間）
3. 保護具に関する知識（1時間）
4. 関係法令（3時間）
5. 修了試験